# Den stora skotska häxjakten 1597

North Berwick Witches

Den stora skotska häxjakten 1597 utspelade sig i Skottland 1597. Den ledde till att minst 400 personer åtalades för häxeri. Det exakta antalet avrättade är inte bekräftat. Det anses dock klarlagt att ungefär 200 av de 400 åtalade blev avrättade. Häxjakten under år 1597 var den andra stora landsomfattande häxprocessen i Skottland och var en av de fem stora nationella skotska häxpanikerna: efter häxpaniken 1590-91, och före häxjakterna 1628-1631, 1649 och 1661-62. 
Den stora skotska häxjakten 1597 är den minst dokumenterade av de fem stora skotska häxjakterna. Precis som de följande, sköttes de av lokala domstolar under uppsikt av statliga kommissioner, men till skillnad från fallen på 1600-talet blev 1597 års processer inte dokumenterade centralt, och många lokala domstolar dokumenterade dem endast bristfälligt. Det är inte känt vad som utlöste den landsomfattande häxjakten 1597. Under 1596-97 befann sig kungen och den presbyterianska kyrkan i stark konflikt, samtidigt som det rådde svält i landet och en pest nyligen hade brutit ut. I Edinburgh hade också en häxprocess utspelats år 1596, då Christian Stewart åtalades för att ha förhäxat Patrick Ruthven till döds, en rättegång som engagerade monarken personligen. 
De tidigaste dokumenterade fallen under jakten 1597 tycks ha utspelat sig i Slains norr om Aberdeen, där myndigheterna bad om tillstånd att få avrätta flera personer för häxeri. De följdes av en uppmärksammad rättegång i själva Aberdeen mot Janet Wishart och hennes påstådda medbrottslingar. Flera statliga kommissioner upprättades då för att undersöka förekomsten av häxeri i landets olika distrikt. Häxjakten bedöms ha varit mest aktiv i Fife, Perthshire, Glasgow, Stirlingshire och framför allt i Aberdeenshire, och de flesta fallen är dokumenterade mellan mars och oktober.   
Kung Jakobs roll under häxjakten är okänd, men han engagerade sig i dem och deltog i åtminstone viss mån: i juni deltog han i domen mot flera åtalade i St Andrews. I augusti utspelade sig en stor häxprocess i Kircaldy, där 22 kvinnor och tre män åtalades för häxeri, och i juli 1597 ska enligt lokala dokument ett okänt men mycket stort antal häxor ha avrättats i Pertshire. Det mest kända fallet var det mot Margaret Aitken, kallad The Great witch of Balwearie. Hon åtalades troligen i april i Fife och bekände sin skuld under tortyr. I utbyte mot sitt liv erbjöd hon sig att samarbeta med kommissionen för att peka ut andra häxor över hela landet. Kommissionen reste sedan tillsammans under fyra månader med henne till flera olika trakter i landet, där hon pekade ut ett stort antal häxor, som arresterades och avrättades på hennes vittnesmål, särskilt i Glasgow. Under denna tid utfördes regelbundet vattenprovet, något som i övrigt inte förekom vid skotska häxprocesser. Efter en tid blev hennes anseende som expertvittne misskrediterat efter att hon hade utpekat personer som hon i en annan ort hade frikänt. Detta ledde till att man 1 augusti 1597 avbröt hennes verksamhet. Efter detta tycks hela häxjakten ha kommit i vanrykte: 12 augusti 1597 gavs order om att man skulle uppskjuta alla rättegångar tills vidare, och de olika kommissionernas verksamhet tycks ha utfärdat allt mindre fällande domar. En dödsdom utfärdades i Aberdeen i november, och i oktober tycks häxjakten ha upphört.       